# Rhynchosia nipensis
Rhynchosia nipensis är en ärtväxtart som beskrevs av Ignatz Urban. Rhynchosia nipensis ingår i släktet Rhynchosia och familjen ärtväxter. Inga underarter finns listade i Catalogue of Life.